# 浜松古人見テレビ中継局
浜松古人見テレビ中継局（はままつこひとみテレビちゅうけいきょく）は、静岡県浜松市西区（現・中央区）にかつて存在したテレビ中継局である。

## 概要
- 当テレビ中継局は、浜松市西区（現・中央区）白洲町に置かれ、該当地区などへ電波を発射していた。

## 送信施設概要
| 放送局名     | チャンネル | 空中線電力        | ERP               | 放送対象地域 | 放送区域 内世帯数 | 偏波面   | 放送終了日    |
| SBS 静岡放送 | 42ch       | 映像3W/ 音声750mW | 映像11W/ 音声2.7W | 静岡県       | 不明              | 水平偏波 | 2011年7月24日 |
| NHK静岡 総合 | 44ch       | 映像3W/ 音声750mW | 映像11W/ 音声2.7W | 静岡県       | 不明              | 水平偏波 | 2011年7月24日 |
| NHK静岡 教育 | 46ch       | 映像3W/ 音声750mW | 映像11W/ 音声2.7W | 全国         | 不明              | 水平偏波 | 2011年7月24日 |

- 2011年7月24日の停波をもって全局廃局となった。

## その他
- 浜松市の浜名湖畔や西区古人見地区をカバーしていた。なお、SUTテレビ静岡・SATV静岡朝日テレビ・SDT静岡第一テレビは、中継局を置いていないため、周辺地域の中継局を受信していた。
- 地上デジタルテレビ放送については、浜松中継局を受信することになる。